# Presa di Bahia
La presa di Bahia del 1624 fu uno scontro militare tra la Repubblica delle Sette Province Unite e la marina dell'impero portoghese (all'epoca sotto la sovranità della Spagna). Questa cattura fu parte del Groot Desseyn, il piano elaborato dalla compagnia olandese delle Indie orientali per ingrandire il proprio impero coloniale e minare il potere dei portoghesi in Asia.

## Antefatto
Il 22 dicembre 1623, una flotta olandese comandata dall'ammiraglio Jacob Willekens e dal vice ammiraglio Pieter Heyn e composta da 35 navi, salpò da Texel con 6 500 uomini a bordo. 13 navi erano di proprietà della Repubblica delle Province Unite, mentre le restanti appartenevano alla compagni olandese delle Indie occidentali; questi vascelli fecero rotta a Capo Verde, dove giunsero dopo aver schivato una tempesta. Qui Willekens rivelò ai suoi marinai il vero obbiettivo della missione, ovvero la cattura della città di Salvador da Bahia. I piani olandesi per invadere il Brasile vennero però ben presto rivelati a spie spagnole nei Paesi Bassi alla corte di Madrid, per quanto il conte-duca di Olivares non diede particolare credito a queste voci.
L'8 maggio la fotta olandese apparve al largo di Salvador. L'obbiettivo principale della spedizione era la cattura del porto col proposito di farne una base commerciale per assicurarsi il commercio con le Indie orientali. Inoltre, la conquista della città avrebbe consentito agli olandesi di controllare la produzione di zucchero della regione, dal momento che Salvador era una delle principali eccellenze in questo campo.
Il governatore portoghese di Salvador, Diogo de Mendonça Furtado, tentò di organizzare una difesa della città con 3 000 uomini che vennero reclutati sul posto tra la milizia portoghese ed alcuni schiavi africani, tutti contrari al governo spagnolo dell'area. Il porto era protetto dal mare e da due forti: Forte Santo Antonio ad est e Forte São Filipe ad ovest, oltre ad una batteria di sei cannoni eretta sulla spiaggia, tra le barricate delle strade.

## La presa di Bahia
La flotta olandese entrò nella baia e si divise in due squadroni. Uno salpò alla volta della spiaggia di Santo António e sbarcò i propri soldati al comando del colonnello Johan van Dorth. L'altro ancorò presso la città ed aprì il fuoco contro le difese costiere che vennero ben presto neutralizzate. Al sorgere del sole, la città era completamente circondata da più di 1 000 soldati olandesi con due pezzi d'artiglieria. Intimidita, la milizia portoghese gettò le armi e si diede alla fuga, lasciando Mendonça con soli 60 soldati. Salvador venne catturata al costo di 50 morti tra gli aggressori.
Willekens e Heyn installarono sul posto una guarnigione al comando di Dorth prima di partire per una nuova missione, secondo gli ordini ricevuti. Quattro navi vennero rinviate in Olanda sia a portare il bottino che la notizia della vittoria conseguita, ed anche per chiedere nuovi rinforzi per assicurarsi il controllo di Salvador. Le difese della città vennero rinforzate ed espanse con la costruzione di fossati e bastioni e la guarnigione locale venne portata a 2 500 uomini con molti schiavi portoghesi sedotti dalla promessa della libertà e di terre da lavorare.

## Conseguenze
Ad ogni modo, la guarnigione olandese venne ben presto funestata da guerriglie locali, guidate dal vescovo Marcos Teixeira de Mendonça che era fuggito verso l'entroterra. Questi riuscì a radunare un contingente composto da 1 400 portoghesi e 250 ausiliari indiani. Costruirono delle fortificazioni ed organizzarono delle imboscate a danno degli olandesi nei boschi circostanti la città. Dorth stesso rimase ucciso nel tentativo di respingere gli attaccanti alla priferia della città ed il morale si abbassò ulteriormente. Venne rimpiazzato da Albert Schouten, il quale pure morì in un'altra imboscata e venne rimpiazzato da suo fratello, Willem.
I portoghesi tornarono l'anno successivo e conclusero con successo la riconquista di Bahia.